# Pseudonicsara buergersi
Pseudonicsara buergersi är en insektsart som beskrevs av Sigfrid Ingrisch 2009. Pseudonicsara buergersi ingår i släktet Pseudonicsara och familjen vårtbitare. Inga underarter finns listade i Catalogue of Life.